# ファイアパンチ
『ファイアパンチ』（Fire Punch）は、藤本タツキによる日本の漫画。『少年ジャンプ+』（集英社）において、2016年4月18日から2018年1月1日まで毎週月曜日更新で連載された。文明崩壊後の世界で、消えない炎に焼かれながら生き続ける青年・アグニを主人公とした物語。

## 概要
藤本の初連載作品。後に『少年ジャンプ+』の転換点として言及される改編「『少年ジャンプ+』新連載春の陣」（2016年4月～5月）において、『終末のハーレム』・『彼方のアストラ』などと共に連載が始まった。これを機に『少年ジャンプ+』の主軸は、名実共に『週刊少年ジャンプ』（集英社）電子版からオリジナル作品へシフトし、後の『SPY×FAMILY』・『怪獣8号』のヒットへと繋がっていく。
グロテスクな表現や一般の漫画では考えられない「超展開」が多用されており、週刊少年ジャンプ副編集長の細野修平は、「タブーを全部入れしている」と語っている。復讐劇だが、暗くなりすぎないように、コメディ要素を挟み込んでいる。また、残酷描写は多いがそれが目的ではなく、「きれいな部分」や「優しいもの」を際立たせるために意識的に描かれている。藤本は「少年ジャンプ+」で連載をやるんなら、「週刊少年ジャンプ」ではできないことをやろう、“アンチ・ジャンプ”的なことをやりたい」と意気込みを述べていた。
連載当初より藤本は、「3回か4回、ジャンルが変わります」と予告し、読者の予想を裏切る方向に物語が展開すると示唆されていた。事実、第1巻が復讐劇だったのに対して第2巻は第1巻を茶化したギャグ漫画となり、「トガタがつけいるスキ」が随所に与えられた。第3巻ではさらに第2巻を否定し、ヒーロー的ストーリーに回帰した。藤本はストレートに正義やヒーローを描くと極端になってしまうため、このような変遷を遂げたとしている。また、「一回崩さないとカタルシス的なものが得られないと思った」とも語っている。
本作の制作現場には遠田おと、龍幸伸、遠藤達哉、賀来ゆうじらがアシスタントとして入っており、担当編集者の林は「二度とあんな凄い作家達（遠藤と賀来）を集められない」としている。また、『地獄楽』（賀来）は本作の影響を受けており、賀来が藤本の職場に入らなければ『地獄楽』は生まれなかったのではないかと振り返っている。

## ストーリー
本作は、「序破急」の3部構成になっている。
序章 覆われた男
文明崩壊後の世界、地球は「氷の魔女」によって氷河期を迎え、雪と飢餓と狂気に覆われていた。そこで暮らす人々の中には稀に奇跡を使える人間がおり、祝福者と呼ばれていた。
小さな村に暮らす少年アグニとその妹ルナは肉体の再生能力を持つ祝福者であり、妹より強力な祝福を持つアグニは、自らの肉を切り落としては村人に食料として分け与えていた。しかしベヘムドルグ王国のドマ率いる軍隊に人肉食を見咎められ、村は住民ごとドマの祝福・焼け朽ちるまで消えない炎に覆いつくされてしまう。自身の祝福のせいで燃焼と再生の苦しみを繰り返す羽目になったアグニは、生への執着を捨てることで再生が止まることに気付く。しかし同じく燃焼・再生を繰り返していた妹が「生きて」と語り力尽きたことで、アグニは生にしがみつくことになる。8年後、顔の炎の除去に成功したアグニは、依然として身体の燃焼に苦しみつつ、村と妹を奪ったドマへの復讐を目指して旅に出る。
アグニは道中、祝福者で奴隷の少年サンをベヘムドルグ軍から救出する。サンはアグニを神と思い込んで同行するが、ベヘムドルグの高官ユダに襲撃される。ルナに瓜二つの顔を持つユダに動揺したアグニは捕らえられ、サンと共にベヘムドルグへ連れ去られる。
ベヘムドルグ軍はアグニの首を海に投棄して処理し、サンは奴隷にすることを決定する。サンはそこで同じく捕らえられた少女ネネトや、奴隷となった他の祝福者たちと出会い、彼らにアグニという神の存在を説く。
アグニとネネトは海へ鉄道輸送されるが、ビデオカメラを回しながら現れた謎の女性トガタに救出される。再生祝福者で映画マニアのトガタはアグニに興味を持っており、彼を主人公にした映画を撮ろうとしていた。トガタはネネトをカメラマンに指名し、アグニのドマへの復讐に手を貸す。
「ファイアパンチ」と命名した必殺技を携え、復讐のためべヘムドルグへ入ったアグニは、途中で奴隷たちを見て「目の前の死が許せない、悪が許せない」という過去に自分が抱いていた正義を思い出す。そしてかつて妹ルナの幸せが「生きる糧」であったこと、ルナを失ってから復讐者を演じていたことに気づき、復讐を後回しにしてサンら奴隷を解放、ベヘムドルグ軍と対峙する。壮絶な戦闘の末にベヘムドルグは崩壊し、奴隷たちは異変に気付いて駆けつけたアグニ信者らの助けで脱出する。
べヘムドルグ崩壊を目の当たりにしたユダは生きる意味を失い、アグニの消えない炎に触れて死のうとするが、ユダがルナなのではないかという望みを捨てきれないアグニはそれを許さない。ユダはアグニに、ドマがベヘムドルグ崩壊に巻きこまれて死んだであろうことと、ベヘムドルグで神のお告げを聞く者を演じてきた自身の本心を語る。復讐という生きる糧を失ったアグニは、彼女が炎を触ることを許して自身も死のうとするが、そこに突如氷の魔女を名乗る人物が現れ、ユダの死を阻止する。

頗章 覆う男
アグニは諸悪の根源とされる氷の魔女に戦いを挑むが、彼女はアグニを一蹴してユダを連れ去る。目覚めたユダにスーリャと名乗った魔女もまた、ルナやユダと同じ顔であった。スーリャは、氷の魔女は存在せず寒冷化は地球が朽ちかけているためであること、自分たちはかつて高度な文明を誇っていた旧世代の人類の生き残りであること、旧世代人の能力を継ぐユダの力で地球を暖かくできることを語る。
一方、ベヘムドルグを脱出したサンやネネト、元奴隷らは、アグニを崇拝して集まって来た者たちと共に「アグニ教」の村を立ち上げていた。村に辿り着いたアグニはベヘムドルグ人を虐殺した罪悪感に苛まれつつも、村人達を救うためにトガタやネネトに補佐されながら神を演じる。
ある日、ベヘムドルグ軍残党からドマの生存を知ったアグニは、復讐のためトガタと共に彼のもとへ向かう。しかし相対したドマはかつての所業を悔いており、孤児たちを養うために生き続けたいと語る。アグニはドマを殺せば孤児たちも死ぬと思い、復讐をやめて立ち去る。
帰り道でアグニはトガタと話し、復讐をやめること、人を救うためなら神でも主人公にでもなることを誓う。だがその時、彼は自身の壮絶な過去を思い出し、「ファイアパンチになってドマを殺して」と言う妹の幻覚を見る。意識が途切れ気が付くと、アグニはドマを殺し、消えない炎で子供たちをも焼き尽くしていた。
自棄になったアグニは湖氷の上に立ち、氷の解けるまま水中へ沈む。しかしトガタが焼けながらもアグニを抱きかかえて湖から助け出す。トガタは身体が燃える痛みの中で最期の言葉を考え、アグニに「生きて」と告げて息絶える。その言葉によって再び死を選べなくなったアグニは、トガタの遺体を抱えて村へ帰るが、そこには無残に壊滅した村と、根を伸ばし人々を枯らしている巨大な木があった。スーリャが地球を暖めるため、ユダを木に変え、人々からエネルギーを吸い取っていたのだ。

旧章 負う男
アグニは「殺して」と願うユダの木を破壊し、彼女の祝福によって炎が消え普通の身体に戻る。祝福の使い過ぎによって記憶を失い幼児退行したユダを、アグニはルナとして扱い、自身の正体を隠して、生き残ったテナらドマの元教え子たちと合流する。その後10年間、かりそめの穏やかな生活を享受し、アグニとルナ（ユダ）は絆を深めていく。一方で生き残ったサンとネネトは、スーリャやべヘムドルグ残党と合流し、アグニ教を再興していた。そしてネネトらによってユダは連れ去られ、テナらはアグニが恩師ドマを殺した「ファイアパンチ」であることを知る。テナの娘イアの祝福の炎で再び全身に炎を纏ったアグニは、テナたちと決別し、ルナ（ユダ）救出のためにアグニ教の拠点で多くのアグニ教徒を虐殺、教祖となって暴走していたサンも焼き殺す。もはや自分が何者かも分からなくなったアグニを、ユダは抱きしめて「生きて」と告げ、祝福によって彼の炎を消した。ユダは記憶を失ったアグニをネネトに託し、世界を温めるために自らの意志で再び木となる。生まれ変わったアグニは、ネネトにサンとして育てられ、教祖となる。二人は暖かくなった世界で人々を集め、豊かなコミュニティを作る。
80年後、未だ若い姿のサン（アグニ）はネネトの死を看取り、自らも死ぬ方法を探す。側近の女性が世界の滅亡が近いことを語り、偶然発見した旧世代人用の自殺薬とトガタのカメラを彼に手渡す。サン（アグニ）は映画館でカメラの中身を上映する。壊れて白黒で音声も出ないその映画の、おそらく主人公であろう燃えている男を見たサン（アグニ）は、拳を握っていた。
悠久の時が過ぎ、木となったユダは他の星々に根を伸ばして地球を暖め続けていた。アグニの顔を忘れ、何のために地球を暖めているのかも、地球が何なのかも忘れ、やがて地球が消滅してもユダはそこにいた。数千万年後、宇宙空間でサン（アグニ）とルナ（ユダ）は出会い、二人で寄り添うように眠って物語は終わる。

## 登場人物
アグニ
本作の主人公。作中屈指の再生の祝福者。年齢は15歳→23歳→33歳→113歳。
元は妹想いの平凡な少年。飢餓に苦しむ村人のため、自身の肉体を食糧として提供するが、それを嫌悪した祝福者・ドマの焼け朽ちるまで消えない炎により焼失と自身の再生を延々と繰り返すようになってしまう。
同じくドマに焼かれた妹・ルナが息絶える前に「生きて」と告げられたため、生き続けている。極度の苦痛を味わい続け、彼は全身を炎に覆われた復讐者と化す。痛みにより筋肉は常に強張り、筋肉質かつ大柄な青年へ成長する。また、難しい思考をすることが困難を極め、幻覚・幻聴に侵される。復讐の障害となれば殺人も厭わない程に冷酷になる。復讐の旅の最中、様々な人々の人柄に触れたことで自身の元よりあった正義感に気づく。
ルナ
アグニの最愛の妹。兄より弱いが再生の祝福者。
兄想いで、思慕が高じて異性としても意識するようになる。ドマに焼かれた際には意識があるまま肉体が炭化し、ボロボロに崩れ落ちながら死ぬという凄惨な最期を遂げた。最期まで兄を想い、「生きて」と言い残す。
トガタ
映画マニア。自身を男性と自覚しているが体は女性であり（トランスジェンダー）、そのことに激しい嫌悪感を抱く。強力な再生の祝福者。約300歳。
よく下ネタを口にするイカれたひょうきんな性格。子供っぽく自己中心的。映画で英語を覚えた。祝福により長く生きているため物知りで、寒くなる前の世界を少しだけ知っている。戦闘能力に長け、行動を共にするうちにアグニからも慕われるようになる。
住居をベヘムドルグに爆破されて（後にドマによるものと判明）映画のデータを失い絶望。自殺を図るも、自身の再生能力ゆえ死ねずにいたが、アグニの映像を見て彼を主役にドキュメンタリー映画を取ろうと思い立つ。
自主制作映画のためアグニに格闘術を教える等の支援をし、彼の想いを汲み取りアグニ教を確立。バットマンにより自身がトランスジェンダーであることを暴露されたショックで、アグニの元を去ろうとするが、アグニがドマと決着をつけることを条件に説得される。正気を失ったアグニがドマと子供たちを虐殺したことを嘆き、海で自殺を図るアグニを救うため、その炎に触れる。最期は彼にルナ同様「生きて」と言い残して焼死。
サン
アグニに救われた少年。電気を発することができる祝福者。名前には旧世代の言葉で太陽を意味し、世界を温かくするという願いが込められている。
年齢は8歳→18歳。
やや間の抜けた性格。長髪を後ろに束ねたポニーテールにしており、女子に間違われる。生まれ故郷の村人全員がサン以外疫病にかかり、村から逃がされた。好きな食べ物は砂糖。
アグニ信者の拠点を離れていたことでユダの木に吸収されるのを回避する。10年後、両脚を機械的な義足にした筋肉質な青年に成長する。ジャックとスーリャの手を借り、人々を集めてアグニ教教祖として信者を従える。アグニを狂信し、不敬な者を躊躇なく殺す残虐性をもつ。ユダを誘拐したことで正気を失ったアグニを呼び寄せ、その異様な姿を見てアグニを祝福で殺そうとするが、彼の炎で焼かれ絶命する。
ネネト
捕まったサンと共に同じ部屋に入れられた少女。13歳→23歳→103歳。
自身の村の「男性の言うことは絶対、13歳になった少女は子供を産まなければならない」という常識に違和感を覚えて逃げ出すが、ベヘムドルグ兵に捕まりサンと同室に収容される。犯される寸前でトガタに助けられ、カメラマンに任命される。以後はアグニらとともに行動し、特にサンとは姉弟のような関係になる。アグニが神として崇められ、宗教化することに不安を感じる。
アグニ教の村が壊滅した後、サンらとともにアグニ教を再興する。サンとアグニの決戦後、ユダが木となり世界を温める代わりに幼児退行したアグニをサンと名付け育てる。暖かくなった世界でもう1度コミュニティを作り、80年後にはたくさんの子や孫に見守られ、この世界では珍しく老衰で生涯を終える。
ユダ
ベヘムドルグの女性兵士。再生の祝福者。神からの神託を受ける演技をしている。女性の地位が低い作中世界で様付される程、高い地位をもつ。
ルナと酷似する容姿（白い髪に青い目）を持つ。再生能力で130年以上生き続けたことで感情が薄れ、無表情。
アグニを脅威として殺害を試みるも失敗。彼によってベヘムドルグが燃えると戦意喪失し、アグニの炎に触れて自殺を図るが、スーリャによって首を切断され連れ去られる。スーリャの計画の元、あらゆる祝福を使えるようになり、巨大な木と化して生命の養分を吸い取り地球を温めようとする。そこに現れたアグニに殺害を頼み、彼の手により木が破壊された際に記憶喪失で幼稚化する。その後はルナとしてアグニと生活を共にし、彼に好意を寄せるようになる。
10年後、ネネトらアグニ信者によって誘拐され、祝福を使用した際に過去の記憶が蘇る。思考が幼児退行したアグニに幸せになってもらうため、再び巨大な木となって世界を温める。数百年後、木は宇宙空間にまで伸び、その根は他の星々にまで及ぶ。あらゆる記憶をなくし退屈な時間を延々と過ごし数千万年後、宇宙空間でサンと名乗るアグニと再び出会い、自身はルナと名乗り一緒に眠る。

### ベヘムドルグ人
ドマ
アグニの仇。炎の祝福者。ベヘムドルグの英雄かつ教育者。歪んだ正義感を持つ冷酷な男。
打倒氷の魔女を掲げて兵を率い、食人を許容できないとアグニ達が住む村を焼く。ドマの炎は触れただけで燃え移り、その対象が焼き朽ちるまで消えない。
8年後、アグニと再会した際はアグニを全く覚えておらず、彼を返り討ちにする。ベヘムドルグの洗脳が解け、ユダから精神異常を言い渡され投獄。ベヘムドルグ崩壊後は、密かに逃げ延び子供らと暮らす。再会したアグニに自身の価値観・過去・現状について話し、生きることを許される。だが、正気を失ったアグニが再度現れ、皮肉にも自身の炎で焼かれて絶命する。
ウロイ
ユダの側近で炎を操る祝福者。喫煙者。
ドマと面識がある。薪と称される奴隷たちに差別感情を持つ。ベヘムドルグ崩壊後は戦意喪失したユダに代わり兵を指揮する。アグニ信者が乗っ取った奴隷を乗せたトラックを追うが、突如現れた仮面の男に瞬殺される。
ジャック
ベヘムドルグ兵。イワンの兄。喫煙者。傷を治す祝福者。
容姿はイワンに似ていない。切断された足の断面を塞ぐことできる。犬好きで、人と犬の獣姦を見るのが好きな変態。
ベヘムドルグ焼失から10年後、アグニ教の教祖となったサンの側近をしていたが、軽薄な発言により彼に殺される。
イワン
ベヘムドルグ兵。ジャックの弟。再生の祝福者。喫煙者。
容姿は兄に似ていおらず、大柄な体格。両サイドの髪を刈り上げてオールバックにし、メガネをかける。サンを片手で軽々と投げる程の怪力。サンの逃亡阻止のため、彼の両足の膝から下を切断。アグニの頭を地下鉄道で海に捨てる作戦に参加し、列車内でネネトを強姦しようとしていたところをトガタに殺される。
サイモン
ベヘムドルグの兵士。再生の祝福者で、80年以上生きている。喫煙者。
同じ再生祝福者のイワンと親しく、彼からサイモン師匠と呼ばれる。強姦を神聖視する歪んだ思想を持つ。
アグニの頭を地下鉄道で海に捨てる作戦に参加する。壮絶な戦いの末、列車内でトガタによって首を斬られて絶命する。

#### 囚人
ダイダ
筋力が高くなる祝福者。
非奴隷の女性を数人犯し、兵士を34人殺して投獄された。アグニ討伐にパワードスーツを着て参加する。好戦的な性格でアグニに殴られて怒り、彼を殺すことに執着。壮絶な戦闘の末にベヘムドルグを全焼させる。最期はアグニのファイアパンチで絶命する。
カルー
風を操り飛ぶことができる祝福者。
施設の子ども17人の顔を快楽のために削ぎ、投獄される。アグニ討伐に参加するが、彼の再生の祝福に恐れをなして逃亡するもバットマンに殺される。
フガイタイ
視界に映る鉄を操ることができる祝福者。
クーデターを謀って兵士数百人を殺し、投獄される。アグニ討伐に参加。鉄骨をアグニに突き刺し操り、アグニを大気圏外で塵にしようとするが、アグニが自身の首を切断することで脱出。アグニの炎で焼かれ、絶命。

### アグニ信者
べヘムドルグ崩壊後、アグニの元に集まった人々。大半がユダの木の養分となってしまう。トガタ、ネネト、サンもともに生活する。
ダツとニオデラ
トガタの部下。同性愛者の男性カップル。
同性愛を認めないベヘムドルグから逃れ、保護と引き換えにトガタの命令に従う契約を結んだ。トガタにアグニの映像を見せ、映画撮影を勧める。
バットマン
アグニ信者のリーダー格。通称、お頭。相手の心を読む祝福者。
野球帽を被り、バットを武器にする。目出し帽を被り、鼻には傷跡があり、顎髭を生やす。キレやすい性格ですぐに大声を出す。かつて自身の息子をアグニに救われた。両親を殺したベヘムドルグを恨む。
ベヘムドルグ崩壊を反撃の狼煙と称し、仲間と共にベヘムドルグの奴隷らをトラックに乗せて救出する。
ウテイ
アグニ信者。喫煙者。
ベヘムドルグから逃亡する際、バットマンにトラックの先頭を任されるが、ウロイに銃殺される。
ビッチ
赤いロングヘアーで右目に黒い眼帯を付け、赤いビキニの上に黒いパーカーを着た女性。
槍を操る祝福者。英語しか話せないので、トガタ以外の人と意思疎通ができない。初対面時にはトガタにビッチと呼ばれ怪訝な顔をしたものの以降もその名称で呼ばれ続ける。
ベヘムドルグ兵とアグニ信者の戦闘中に突如として槍に乗り空中から現れる。遠くにある自分達の住処が住めなくなり、そこで炎の神と呼ばれるアグニの噂を聞きやってきた。トガタとの交渉で、160人の家族をアグニ教に入れるため参戦する。他のアグニ信者とは違いアグニを神とは思わず、彼が燃える再生祝福者ではないかと冷静に分析する。
仮面の男
金属の仮面で頭を覆うブリーフ一丁の男。金属を生成する祝福者。
中指から出た金属の刃で戦う。筋肉質な体をもつ。また、言葉を一切発さずよく中指を立てる。かつてユダの部下に自身の顔と家族を焼かれたことでユダに復讐心を持つ。
バットマン・ビッチとウロイの戦闘に突如現れる。戦闘能力が高く、ウロイを一瞬で倒し、追っ手のベヘムドルグ兵を一掃。ユダの木が発生した際、サンとネネトとともに拠点を離れていたため生き残る。10年後、再びアグニの元へ現れユダを誘拐し、アグニと決戦。アグニがトドメを刺そうとした際にテナに止められ、その後の生死は不明。

### ドマの元教え子たち
ドマの教えに違和感をおぼえドマの元を離れた少女たち。アグニとユダを仲間として受け入れる。
テナ
ドマの娘。炎の祝福者。14歳→24歳。
アグニによるベヘムドルグ焼失で発生した難民に強姦され女児を生む。娘・イアもまた炎の祝福者であり、イアは母を守るためアグニを焼く。
リアン
アシンメトリーな髪型をしたそばかすが特徴的な女性。
イアとラヌー
双子の姉妹。イアはベヘムドルグの難民に連れ去られ死亡、その名はテナの娘に受け継がれた。

### その他
氷の魔女
世界を寒くした張本人とされている。トガタやスーリャは存在を否定し、地球は氷河期に入ったと説明する。
スーリャ
氷・雪・炎・蔓のようなものを操る祝福者。4ケタは生きているため、再生の祝福者でもあるらしい。
左半分の顔が幼いころのユダ（とルナ）に酷似し、右半分から木のようなものが生えている。アグニを一方的に知っている。大のスターウォーズ好きで、その新作を観ることが目標。
ベヘムドルグ崩壊後にアグニの前に現れてユダをさらう。そして自分と同じ進化した人間である彼女を使い、この世界を終わらせ、温かい世界を再生してスターウォーズ新作の製作可能な文明の再興を試みるが失敗。10年後、アグニ教教祖となったサンの側近をしていたが、祝福の力の低下、思想の相違によってサンに殺害される。

## 世界観
自動車やバイク、銃、ピラミッドなどが作中に登場する。映画が旧世代の遺物とされており、スーリャによれば旧世代の人々は氷河期に入った地球を捨て、他の星へ移住したという。サンが太陽を表す旧世代の言葉とされていて、英語話者がいるなど、現代文明の痕跡が残っている。雪に包まれた世界になっており、毎年気温が下がり続けている。
第1話冒頭で「凍えた民は炎を求めた」とあり、目の前に火があることで安心感を得ようと登場人物の多くがタバコを吸っている。また、文化的な水準が低く、目先の快楽に飛びつくのも喫煙者が多く登場する理由になっている。
祝福者
産まれながら奇跡を使える人間。
氷の魔女と呼ばれる祝福者によって、世界は雪に覆われたとされている。作中では多くの祝福者が登場し、再生能力や炎・電気・雪・風を操る能力、デンプン・鉄を手から分泌する能力、心を読む能力など様々。ベヘムドルグは、多くの祝福者を国のエネルギーとして地下に閉じ込め、薪と称し、労働力として酷使している。
スーリャによればその正体は、旧世代人が発明した便利なデバイス。旧世代人は全ての種類の祝福を行使することができ、全員が再生祝福者だったため薬を飲んで死んでいた。

## 制作背景
売れる漫画を描くため、長く愛されている「ドラえもん」（藤子・F・不二雄）・「サザエさん』（長谷川町子）・『アンパンマン』（やなせたかし）などの作品を参考にしたところから、本作の構想は始まった。特に、日本国外で「自分の顔を分け与えて食べさせる」ことが奇抜と捉えられているのが面白いと思い、『アンパンマン』を軸に話を作り、主人公が飢餓にあえぐ村人に自分の肉を分け与える設定が生まれたという。また、タイトルはアンパンマンの必殺技「アンパンチ」が由来で、炎を目立たせるために寒い世界が舞台となった。主人公のアグニはアンパンマンの頭文字「ア」から、宿敵ドマはドラえもんの「ド」、サンは磯野サザエの「サ」から採られた。第1話の独特なタイトル挿入はクエンティン・タランティーノの映画作品や『最終兵器彼女』（高橋しん）・『ヒメアノ〜ル』（古谷実）などが参考になっている。藤本は新井英樹作品の『キーチ!!』・『ザ・ワールド・イズ・マイン』などを「カリスマをつくる話」と捉え、アグニとトガタの関係はそれらの中で描かれる人間関係を意識して描かれた。
当初、作者は『ジャンプSQ』（集英社）で連載用にネームを描き、担当編集者・林士平が上司と意見を衝突させるも連載の審査が降りなかった。そこで林は『少年ジャンプ+』に企画を持ち込み、連載が決定した。その際、第1話のネームはそのままにされ、第2話のネームは週刊連載に合わせて第2話・第3話に切り分けられた。

## 社会的評価
連載最初は予算も少ないためにほぼ宣伝されず、話題になることは想定されていなかったが、第1話公開直後にSNSを通じて一気に「バズ」り、更新時にTwitterでトレンドに上がることもあった。副編集長の細野は、集英社への入社以来16年間でネット媒体にてここまで一気に拡散して話題となった作品は初めてであると語っている。また、細野は2016年春の新連載では本作と『終末のハーレム』が起爆剤となり、週間アクティブユーザーが110万から130万に伸びたと述べている。その後、2017年時点で『少年ジャンプ+』歴代TOP3として『カラダ探し』・『終末のハーレム』と並んで本作を挙げ、2017年5月16日にdot.が行なった細野へのインタビューでも、本作と『終末のハーレム』によって読者が約30万人から40万人は増えたと述懐された。
| 受賞年 | セレモニー                                | 部門・賞       | 受賞対象       | 出典   |
| ------ | ----------------------------------------- | -------------- | -------------- | ------ |
| 2016年 | このマンガがすごい!ランキング2016年9月分  | オトコ編・1位  | ファイアパンチ | [ 14 ] |
| 2016年 | このマンガがすごい!ランキング2016年12月分 | オトコ編・7位  | ファイアパンチ | [ 15 ] |
| 2017年 | このマンガがすごい!ランキング2017年5月分  | オトコ編・10位 | ファイアパンチ | [ 16 ] |
| 2017年 | このマンガがすごい!2017                   | オトコ編・3位  | ファイアパンチ | [ 17 ] |
| 2017年 | マンガ大賞2017                            | 8位            | ファイアパンチ | [ 18 ] |

## 書誌情報
- 藤本タツキ 『ファイアパンチ』 集英社〈ジャンプ・コミックス〉、全8巻
  1. 2016年7月4日発売[19]、ISBN 978-4-08-880731-7
  2. 2016年10月4日発売[20]、ISBN 978-4-08-880797-3
  3. 2016年12月2日発売[21]、ISBN 978-4-08-880873-4
  4. 2017年3月3日発売[22]、ISBN 978-4-08-881014-0
  5. 2017年6月2日発売[23]、ISBN 978-4-08-881061-4
  6. 2017年8月4日発売[24]、ISBN 978-4-08-881147-5
  7. 2017年11月2日発売[25]、ISBN 978-4-08-881170-3
  8. 2018年2月2日発売[26]、ISBN 978-4-08-881327-1